# Debrăsjtitsa
Debrăsjtitsa (bulgariska: Дебръщица) är ett distrikt i Bulgarien.   Det ligger i kommunen Obsjtina Pazardzjik och regionen Pazardzjik, i den centrala delen av landet, 90 km sydost om huvudstaden Sofia.